# پنتیل بوتیرات
پنتیل بوتیرات (به انگلیسی: Pentyl butyrate) با فرمول شیمیایی C۹H۱۸O۲ یک ترکیب شیمیایی است. که جرم مولی آن ۱۵۸٫۲۴ g/mol می‌باشد. 